# Liste de musiciens de musique afro-américaine
Vous pouvez aider à l'améliorer ou bien discuter des problèmes sur sa page de discussion.
- Il ne cite pas suffisamment ses sources. Vous pouvez indiquer les passages à sourcer avec {{référence nécessaire}} ou {{Référence souhaitée}}, et inclure les références utiles en les liant aux notes de bas de page. (Marqué depuis décembre 2018)
- Il doit être recyclé. La réorganisation et la clarification du contenu sont nécessaires. (Marqué depuis décembre 2018)

- Archive Wikiwix
- Bing
- Cairn
- DuckDuckGo
- E. Universalis
- Gallica
- Google
- G. Books
- G. News
- G. Scholar
- Persée
- Qwant
- (zh) Baidu
- (ru) Yandex
- (wd) trouver des œuvres sur Wikidata

Cet article contient une liste des musiciens de musique afro-américaine triés par genre musical.

## Blues

### Blues traditionnel
- Blind Blake
- Blind Boy Fuller
- Blind Lemon Jefferson
- Blind Willie Johnson
- Blind Willie McTell
- Brownie McGhee
- Bukka White
- Charley Patton
- J.B. Lenoir
- Leadbelly
- Mamie Smith
- Mance Lipscomb
- Memphis Minnie
- Mississippi John Hurt
- Reverend Gary Davis
- Robert Johnson
- Skip James
- Son House
- Sonny Boy Williamson I
- Sonny Terry

### Kansas City blues
- Big Joe Turner
- Jay McShann

### Chicago blues
- Albert King
- Bo Diddley
- Buddy Guy
- Elmore James
- Freddie King
- Howlin' Wolf
- John Lee Hooker
- Luther Allison
- Muddy Waters
- Sonny Boy Williamson II

### Texas blues
- Lightnin' Hopkins
- Sonny Terry
- Albert Collins
- Freddie King

### New York blues
- Bill Perry
- Popa Chubby

### Blues moderne (après 1950)
- Albert Collins
- BB King
- Big Mama Thornton
- Bobby Blue Bland
- Clarence Gatemouth Brown
- Eric Clapton
- Etta James
- Guitar Slim
- James Cotton
- Jimi Hendrix
- Jimmy Dawkins
- John Mayall
- Johnny Winter
- Keb Mo
- Keziah Jones
- Koko Taylor
- Lucky Peterson
- Stevie Ray Vaughan
- Taj Mahal
- Willie Dixon

## Gospel
- The Blind Boys of Alabama
- Mahalia Jackson
- Kirk Franklin
- Mary Mary
- Liz Mc Comb
- Kelly Price
- Take 6
- Mario Winans

## Jazz

### Ragtime
- Clarence Williams
- Eddie Condon
- Kenny Ball
- Original Dixieland Jass Band

### Jazz Nouvelle-Orléans
- Bessie Smith
- King Oliver
- Louis Armstrong
- Sidney Bechet
- Jelly Roll Morton
- Kid Ory

### Swing
- The Andrews Sisters
- Art Tatum
- Ben Webster
- Benny Goodman
- Bill Coleman
- Billie Holiday
- Charlie Christian
- Coleman Hawkins
- Count Basie
- Ella Fitzgerald
- Fats Waller
- Freddie Green
- Gene Krupa
- Lester Young
- Lionel Hampton
- Louis Armstrong
- Teddy Wilson
- Tommy Emmanuel
- Django Reinhardt

### Bebop
- Bud Powell
- Charles Mingus
- Charlie Parker
- Clifford Brown
- Dexter Gordon
- Dizzy Gillespie
- Kenny Clarke
- Max Roach
- Miles Davis
- Paul Chambers
- Pierre Michelot
- Oscar Peterson
- Sarah Vaughan
- Tadd Dameron
- Thelonious Monk

### Hard bop
- Art Blakey
- Bill Evans
- Charles Mingus
- Clifford Brown
- Donald Byrd
- Freddie Hubbard
- Horace Silver
- Jackie McLean
- John Coltrane
- Lee Morgan
- Max Roach
- McCoy Tyner
- Miles Davis
- Pat Martino
- Paul Chambers
- Sonny Clark
- Sonny Rollins
- Wayne Shorter

### Post-bop
- Brad Mehldau
- Branford Marsalis
- Charles Mingus
- Charlie Haden
- Chick Corea
- Christian McBride
- Eric Dolphy
- Freddie Hubbard
- Herbie Hancock
- Jim Hall
- Joe Lovano
- Joshua Redman
- Keith Jarrett
- Kenny Garrett
- Pat Metheny
- Ron Carter
- Roy Hargrove
- Sonny Rollins
- Terence Blanchard
- Wayne Shorter
- Wynton Marsalis

### Cool jazz / West Coast jazz
- Art Pepper
- Barney Kessel
- Bob Cooper
- Bud Shank
- Chet Baker
- Chico Hamilton
- Clifford Brown
- Dave Brubeck
- Gerry Mulligan
- Lee Konitz
- Lennie Niehaus
- Lennie Tristano
- Miles Davis
- Russ Freeman
- Shelly Manne
- Shorty Rogers
- Stan Getz

### Modal jazz
- Bill Evans
- Bob Berg
- David Liebman
- Herbie Hancock
- John Coltrane
- Lonnie Liston Smith
- Michael Brecker
- Miles Davis
- Steve Grossman

### Free jazz
- Anthony Braxton
- Archie Shepp
- Cecil Taylor
- Charles Mingus
- Charlie Haden
- Chico Hamilton
- Don Cherry
- Eric Dolphy
- Jackie McLean
- John Coltrane
- Michel Portal
- Ornette Coleman
- Peter Brötzmann
- Pharoah Sanders
- Rahsaan Roland Kirk
- Sonny Sharrock
- Sun Ra

### Avant-garde jazz
- Ambrose Akinmusire
- Andrew Hill
- Avishai Cohen
- The Bad Plus
- Bill Frisell
- Brad Mehldau
- Carla Bley
- Chick Corea
- Dave Holland
- Esbjörn Svensson Trio
- Frank Zappa
- Gary Peacock
- Jack DeJohnette
- Jan Garbarek
- John Abercrombie
- John Zorn
- Keith Jarrett
- Pat Metheny
- Paul Bley
- Stefano Bollani
- Tord Gustavsen

### Soul jazz / Jazz-funk
- Billy Cobham
- Cannonball Adderley
- Donald Byrd
- Gene Ammons
- George Benson
- Grant Green
- Grover Washington, Jr.
- Jack McDuff
- Les McCann
- Lonnie Liston Smith
- Lou Donaldson
- Maceo Parker
- Michael Brecker
- Miles Davis
- Pat Martino
- Ramsey Lewis
- Randy Brecker
- Ray Charles
- Roy Ayers
- Stanley Turrentine
- Wes Montgomery

### Latin jazz
- Antônio Carlos Jobim
- Astrud Gilberto
- Baden Powell
- Bebo Valdés
- Cal Tjader
- Charlie Byrd
- Chucho Valdés
- Dizzy Gillespie
- Eliane Elias
- Gato Barbieri
- João Gilberto
- Mario Bauza
- Michel Camilo
- Mongo Santamaría
- Paquito d'Rivera
- Poncho Sanchez
- Sanja Maas
- Sergio Mendes
- Stan Getz
- Stan Kenton
- Tito Puente

### Jazz manouche
- Angelo Debarre
- Biréli Lagrène
- Boulou Ferré
- Christian Escoudé
- Django Reinhardt
- Elios Ferré
- Raphaël Faÿs
- Romane
- Stéphane Grappelli
- Stochelo Rosenberg
- Sylvain Luc
- Tchavolo Schmitt

### Jazz fusion
- Al Di Meola
- Billy Cobham
- Chick Corea
- Frank Zappa
- George Duke
- Herbie Hancock
- Jack DeJohnette
- Jaco Pastorius
- Jean-Luc Ponty
- Joe Zawinul
- John McLaughlin
- John Scofield
- Larry Coryell
- Mahavishnu Orchestra
- Marcus Miller
- Miles Davis
- Pat Metheny
- Soft Machine
- Spyro Gyra
- Stanley Clarke
- Victor Wooten
- Wayne Shorter
- Weather Report
- Yellowjackets

### Smooth jazz
- Bob James
- Chuck Mangione
- Dave Grusin
- David Sanborn
- Earl Klugh
- George Benson
- George Duke
- Gerald Albright
- Grover Washington, Jr.
- Herb Alpert
- Jeff Lorber
- Joe Sample
- Larry Carlton
- Lee Ritenour
- Marcus Miller
- Norman Brown
- Pat Metheny Group
- The Rippingtons
- Ronny Jordan
- Wes Montgomery

### Nu jazz
- The Cinematic Orchestra
- De-Phazz
- Erik Truffaz
- Jaga Jazzist
- Jazzanova
- Jerome Badini
- Julien Lourau
- Laurent de Wilde
- Llorca
- Nils Petter Molvaer
- NoJazz
- Rubin Steiner
- Sayag Jazz Machine
- Shazz
- St Germain
- Wise

### Jazz vocal
- Al Jarreau
- The Andrews Sisters
- Astrud Gilberto
- Billie Holiday
- Carmen McRae
- Cassandra Wilson
- Dean Martin
- Dee Dee Bridgewater
- Diana Krall
- Dianne Reeves
- Dinah Washington
- Ella Fitzgerald
- Frank Sinatra
- Harry Connick Jr.
- Jamie Cullum
- Julie London
- Lisa Ekdahl
- Louis Armstrong
- Michael Bublé
- Nat King Cole
- Nina Simone
- Patricia Barber
- Sammy Davis Jr.
- Sarah Vaughan
- Stacey Kent
- Tony Bennett

## R&B

### Rhythm and blues
- Big Joe Turner
- Billy Wright
- Chuck Berry
- Fats Domino
- Jimmy Rushing
- King Curtis
- Little Richard
- Nolan Strong & The Diablos
- Roy Brown
- Louis Jordan
- Van Hunt

### Funk
- Alec Mansion
- Babe Ruth
- Billy Ocean
- Bootsy Collins
- Brenda Fassie
- Cameo
- Change
- Chéri (band) (en)
- Chic
- Curtis Mayfield
- James « D-Train » Williams
- Delegation
- Earth, Wind and Fire
- Flowchart
- George Duke
- George Clinton
- Harvey Mason
- The Headhunters
- Heatwave
- Howard Johnson
- Intrigue
- James Brown
- Luther Vandross
- Kool & The Gang
- Lakeside
- Maceo Parker
- Mary Jane Girls
- Michael Jackson
- Mtume
- One Way
- Parliament-Funkadelic
- Prince
- Rick James
- Shalamar
- Secret Weapon (en)
- Sister Sledge
- Skyy
- Sly and The Family Stone
- The Meters
- War
- Zapp

### Quiet storm
- Angela Bofill
- Anita Baker
- Babyface
- Barry White
- Bobby Caldwell
- Brian McKnight
- Chanté Moore
- Gerald Levert
- James Ingram
- Jonathan Butler
- Kenny Lattimore
- Lionel Richie
- Luther Vandross
- Minnie Riperton
- Natalie Cole
- Patti Austin
- Phyllis Hyman
- Rachelle Ferrell
- Randy Crawford
- Regina Belle
- Sade
- Smokey Robinson
- Teddy Pendergrass
- The Commodores
- Will Downing

### New jack swing
- Aaron Hall
- Another Bad Creation
- Bobby Brown
- Bell Biv DeVoe
- Blackstreet
- Boyz II Men
- En Vogue
- Guy
- Janet Jackson
- Johnny Kemp
- Keith Sweat
- New Edition
- Riff
- SWV
- Today (en)
- Tony! Toni! Toné!
- Troop
- Whistle
- Wreckx-N-Effect

### RnB
Le RnB est une musique d'origine afro 

### Acid jazz
- Brand New Heavies
- Brooklyn Funk Essentials
- Buckshot LeFonque
- Incognito
- Jamiroquai
- Misty Oldland
- Omar
- Ronny Jordan
- Roy Ayers
- Us3

### Urban
- Akon
- All Saints
- Andania Suri
- Ayushita
- Baby Bash
- Beyoncé Knowles
- The Black Eyed Peas
- Britney Spears
- Cassie
- Chris Brown
- Christina Aguilera
- Christina Milian
- Ciara
- Destiny's Child
- The-Dream
- Fergie
- The Fugees
- Gwen Stefani
- Kat DeLuna
- Keri Hilson
- Janet Jackson
- Jennifer Lopez
- Justin Timberlake
- Leona Lewis
- Lumidee
- Mario Vasquez
- Mariah Carey
- Mis-Teeq
- Mya
- Natasha Bedingfield
- Nelly Furtado
- Nina Sky
- Nivea
- Paula Abdul
- Pharrell Williams
- The Pussycat Dolls
- Rihanna
- Sean Kingston
- Sekar Hapsari
- Selena Gomez
- Shakira
- T-Pain